# هانری الگ

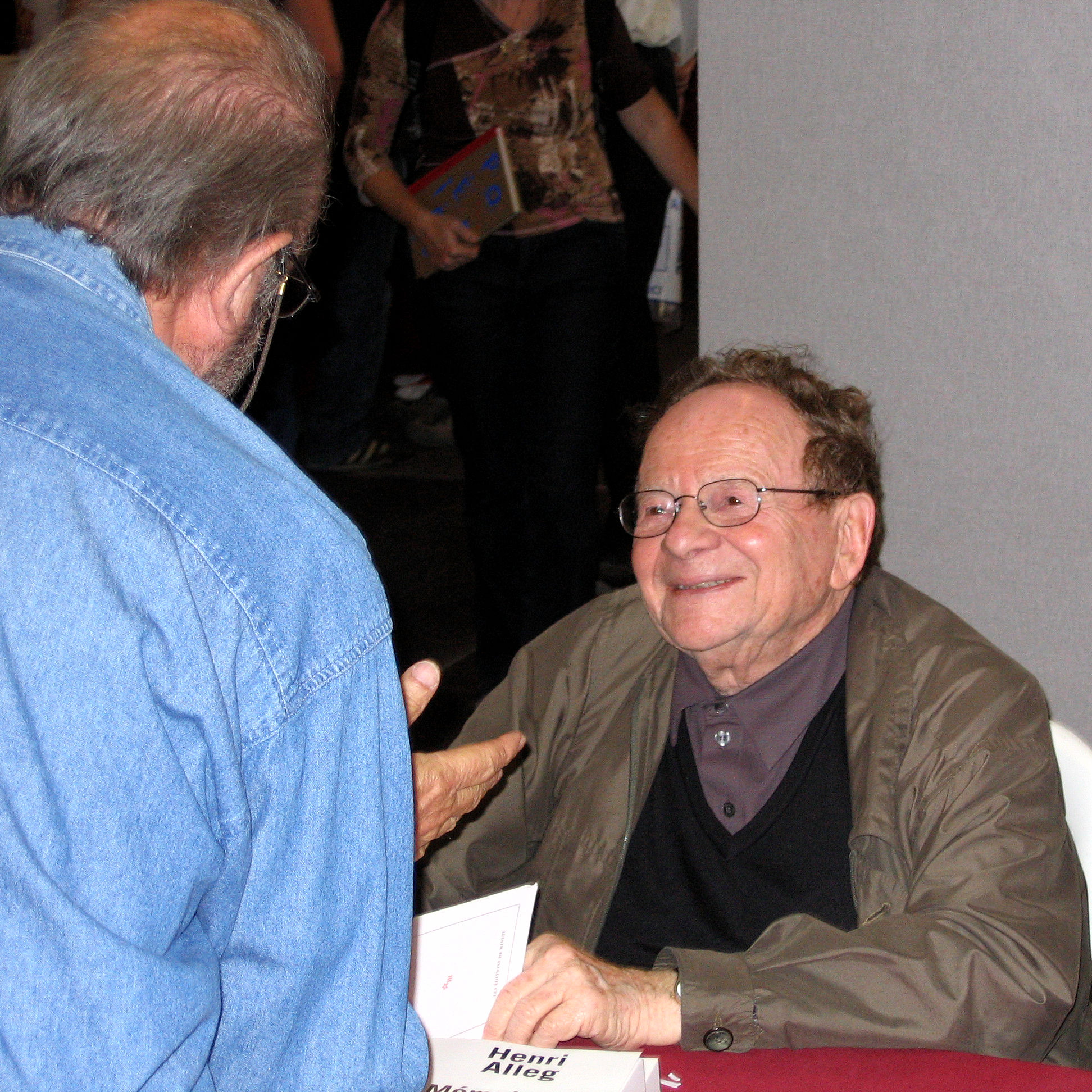
هانری الگ- جشن روزنامه اومانیته ۲۰۰۸

هانری الگ سال ۱۹۲۱ در لندن متولد شد. وی خبرنگار و مدیر روزنامه الجزیره جمهوریخواه، و عضو حزب کمونیست فرانسه بود. در جریان جنگ الجزایر (۱۹۵۴–۱۹۶۲)، به دلیل همراهی با مقاومت مردم علیه تسلط فرانسه، دستگیر و شکنجه شد.
هانری الگ در خاطرات خودش (بازجویی=استنطاق) که سال ۱۹۵۸ انتشار داد، شکنجه‌های هولناکی را که فرانسویان در زندان اعمال می‌کردند، تشریح کرد.
کتاب وی (بازجویی) که از جنایات شکنجه‌گران فرانسوی پرده برداشت و با استقبال زیادی مواجه شد، توقیف شد. پس از آن، آندره مالرو، روژه مارتن دو گار، فرانسوا موریاک و ژان پل سارتر عریضه ای رسمی خطاب به رئیس‌جمهور فرانسه نوشتند و به سانسور کتاب هانری الگ و نقض حقوق بشر در الجزایر اعتراض کردند.
کتاب مزبور به سرعت تبدیل به اثری کلاسیک شد و شدیدترین ضربه را به اعتبار ارتش فرانسه که به شکنجه متوسل شده بود و انکار می‌کرد، وارد نمود.
هانری الگ در کتاب خاطراتش (بازجویی) شرح می‌دهد که چگونه با شوک الکتریکی شکنجه شد؛ و پوست او را سوزاندند و شکنجه با آب (خفگی مصنوعی) را در مورد وی بارها آزمایش کردند او همچنین شرح می‌دهد که چندین بار به مدت طولانی از دستگاه‌های مختلف آویزانش کردند.
هانری الگ از محلولی با عنوان «سرم حقیقت» یاد می‌کند که بازجویان با تزریق به وی مدعی می‌شدند اگر اعتراف نکند با تزریق مداوم آن محلول شیمیایی او را خواهند کشت…
از جمله آثار هانری الگ یکی دو کتاب در مورد انقلاب الجزایر و نیز کوبا است. وی در مورد زندانیان جنگی هم نوشته و کتابی هم با عنوان «مرثیه ای برای عموسام» دارد.